# My Little Town
«My Little Town» — песня 1975 года американского дуэта Simon & Garfunkel. Она была написана Полом Саймоном, который продюсировал композицию вместе с Артом Гарфанкелом и Филом Рамоном. Хотя песня не появлялась ни в одном из альбомов дуэта до последующего антологического бокс-сетf 1997 года Old Friends и сборника 1999 года The Best of Simon and Garfunkel, она была включена в сольные релизы Саймона (Still Crazy After All These Years) и Гарфанкела (Breakaway) в 1975 году. Это был первый сингл, выпущенный дуэтом после выхода в 1972 году песни «America», выпущенной вместе со сборником Simon and Garfunkel's Greatest Hits.

## История
В 1970 году Саймон и Гарфанкел решили расстаться и записать свой собственный сольный материал. В июне 1972 года их попросили спеть на политическом благотворительном концерте кандидата в президенты США Джорджа Макговерна в Мэдисон-сквер-гарден, Нью-Йорк. Во время этого перерыва Гарфанкел, после распада дуэта, работал учителем в Коннектикуте, чертёжником в Нью-Йорке и репетитором по математике в Лос-Анджелесе, а затем сам начал работать над сольным альбомом, по совпадению, одновременно с Саймоном.
В начале 1975 года Саймон решил подготовить материал для нового сольного альбома, и музыка была немного более личной, но одна песня была написана специально для Гарфанкела. Он сказал: «Изначально это была песня, которую я писал для Арти. Я собирался написать песню для его нового альбома, и я сказал ему, что это будет неприятная песня, потому что он поёт слишком много сладких песен. Мне показалось, что это хорошая концепция для него». Сыграв песню для Гарфанкела, они решили снова сотрудничать в студии над этим треком.
Саймон заявил, что песня не является автобиографической; вместо этого он сказал, что она о «человеке, который ненавидит город, в котором вырос. Кто-то счастлив выбраться оттуда». Гарфанкел объяснил, что песня была о его собственном детстве, о том, как он «вырос в районе, где музыкальная карьера не считалась ни желательной, ни захватывающей». Родители Гарфанкела настаивали на том, чтобы он получил какую-то квалификацию помимо пения (он получил степень бакалавра по истории искусств в 1965 году и степень магистра по математике в 1967 году).
В песне использованы строки стихотворения Теда Хьюза (цитируется в примечаниях к альбому Пола Саймона: «To hatch a crow, a black rainbow/Bent in emptiness/over emptiness/But flying»), в песне говорится об одинаковости города, предполагая, что даже цвета радуги там чёрные. В последнем куплете рассказчик чувствует себя «просто сыном моего отца… дёргаясь, как палец на спусковом крючке пистолета/ оставляя в моём маленьком городке только мёртвых и умирающих».
Песня начинается очень безмятежно, с соло на фортепиано (Барри Бекетт) и лёгких ударных Роджера Хокинса. Они начинают петь вместе (сольных партий нет), Пол Саймон играет на акустической гитаре, Пит Карр — на электрогитаре, приглушённая басовая линия принадлежит Дэвиду Худу, а перкуссия — Ральфу Макдональду. Припевы «ничего, кроме мёртвых и умирающих в моём маленьком городке» исполняются с повышенной интенсивностью, особенно финальная секция с повтором и затуханием после последнего куплета, в которую добавлены валторны и бэк-вокал.
Billboard описал композицию как «хорошую, ностальгическую песню в стиле американы, которая развивается на протяжении всего времени»..
18 октября 1975 года Саймон выступил ведущим второго эпизода премьерного сезона комедийной скетч-программы NBC Saturday Night Live. Во время музыкальных номеров вместе с ним выступал Гарфанкель, и вместе они исполнили три песни: «The Boxer», «Scarborough Fair» и их новую совместную песню «My Little Town».

## Чарты
Шумиха вокруг неожиданного воссоединения двух певцов способствовала предвкушению каждого из их сольных альбомов, которые были выпущены в течение нескольких недель после выступления в Saturday Night Live. В обоих альбомах песня «My Little Town», указанная как исполненная «Simon & Garfunkel», стала восьмым хитом дуэта в десятке лучших в чарте Billboard Hot 100 в конце 1975 года, заняв девятое место. Она провела две недели на вершине чарта Billboard adult contemporary chart и стала их вторым номером один в этом рейтинге в качестве дуэта. Оба певца занимали первое место в чарте adult contemporary и в качестве сольных исполнителей, Гарфанкел четыре раза, а Саймон — дважды.

## Позиции в чартах
| Чарт (1975-76)                  | Высшая позиция |
| ------------------------------- | -------------- |
| Australian KMR                  | 46             |
| Canada RPM Top Singles          | 9              |
| Canada RPM Adult Contemporary   | 2              |
| Netherlands                     | 17             |
| New Zealand Singles Chart       | 24             |
| Spanish Singles Chart           | 8              |
| US Billboard Hot 100            | 9              |
| US Billboard Adult Contemporary | 1              |
| US Cash Box Top 100             | 7              |

| Чарт (1975)                       | Позиция |
| --------------------------------- | ------- |
| Canada RPM Top Singles            | 109     |
| U.S. (Joel Whitburn's Pop Annual) | 100     |
| U.S. Billboard Easy Listening     | 8       |

## Участники записи
- Пол Саймон — вокал, акустическая гитара
- Арт Гарфанкел — вокал
- Барри Бекетт[англ.] — фортепиано
- Пит Карр[англ.] — электрическая гитара
- Дэвид Худ[англ.] — бас-гитара
- Роджер Хокинс[англ.] — ударные
- Ральф Макдональд[англ.] — шейкер, бонго, ковбелл, деревянная рыба, треугольник
- Дэйв Мэттьюс[англ.] — аранжировки валторн[17]

## Семплы
Небольшая часть партии валторны в конце песни была использована группой AJR для своей песни 2021 года «Way Less Sad».